# Mansonella streptocerca
Espèce
Synonymes
- Diptalonema streptocerca Macfie & Corson, 1922

Mansonella streptocerca est une espèce de nématodes (ver rond parasitaire) responsable de la streptocercose. C'est un parasite commun dans la peau des humains dans les forêts tropicales d'Afrique, où il est également considéré comme un parasite des chimpanzés. C'est l'un des trois nématodes filariens responsables de la filariose sous-cutanée chez l'homme, les deux autres étant Loa loa (ver de l’œil africain) et Onchocerca volvulus (cécité des rivières).
Mansonella streptocerca se rencontre en Afrique occidentale et centrale.